# Сарміте Елерте
Сарміте Елерте (лат.:Sarmīte Ēlerte; нар. 4 квітня 1957, Рига) — латвійська журналістка, кінознавець та право-центристський політик. Міністр культури Латвії (2010-2011). Очолювала редакцію впливової газети «Diena» (1992-2008). Депутатка Ризької міської думи (2013), голова фракції. 

## Біографія
Виросла у Ризі, навчалася у середній школі №4 5. Закінчила факультет журналістики Латвійського університету в часи совєцької окупації (1980). Згодом заочно навчалася у Москві (1983-1988), у так званому ВГИК на факультеті кінокритики. З кінця 1980-тих — активістка націоналістичного руху Atmoda, паралельно працює у газеті «Literatūra un Māksla». 
У незалежній Латвії бере участь у становленні нової національної преси, стає редактором найбільшої газети «Diena». Певний час працює президентом Фонду Сороса у Латвії. 
З 2010 — членкиня партії «Vienotība» (В'єнотіба, Єдність). Була депутаткою 10-го Сейму Латвії. У другому уряді Валдіса Домбровскіса посіла пост міністра культури. На цій посаді доклала багато зусиль для зупинення русифікації Латвії, зокрема її столиці — міста Рига. Послідовно виступала з критикою промосковського міського голови — Ніла Ушакова, хоч на виборах міського голови значно поступилася цьому політику. 
Як професійна журналістка вивчає феномен «інформаційних воєн», зокрема в контексті агресії РФ в Україну: 
| Усі ми сьогодні перебуваємо у стані інформаційної війни. І хоча у випадку українських подій вона набула якогось просто істеричного та абсурдного вигляду, розпочалося все набагато раніше. 80% росіян, які підтримують політику Путіна, — результат цієї війни. Стан суспільства сьогодні нагадує мені період напередодні Першої світової... |
Як керівник програми «Рига-2014» перебувала в Україні, де презентувала виставку «Культура — це ми».

## Особисте життя
Неодружена, виховує сина. Брат також політик — депутат Сейму Латвії на початку 1990-тих. Батько — редактор антисталінського видання у часи Другої світової війни. 